# Klärobskyr

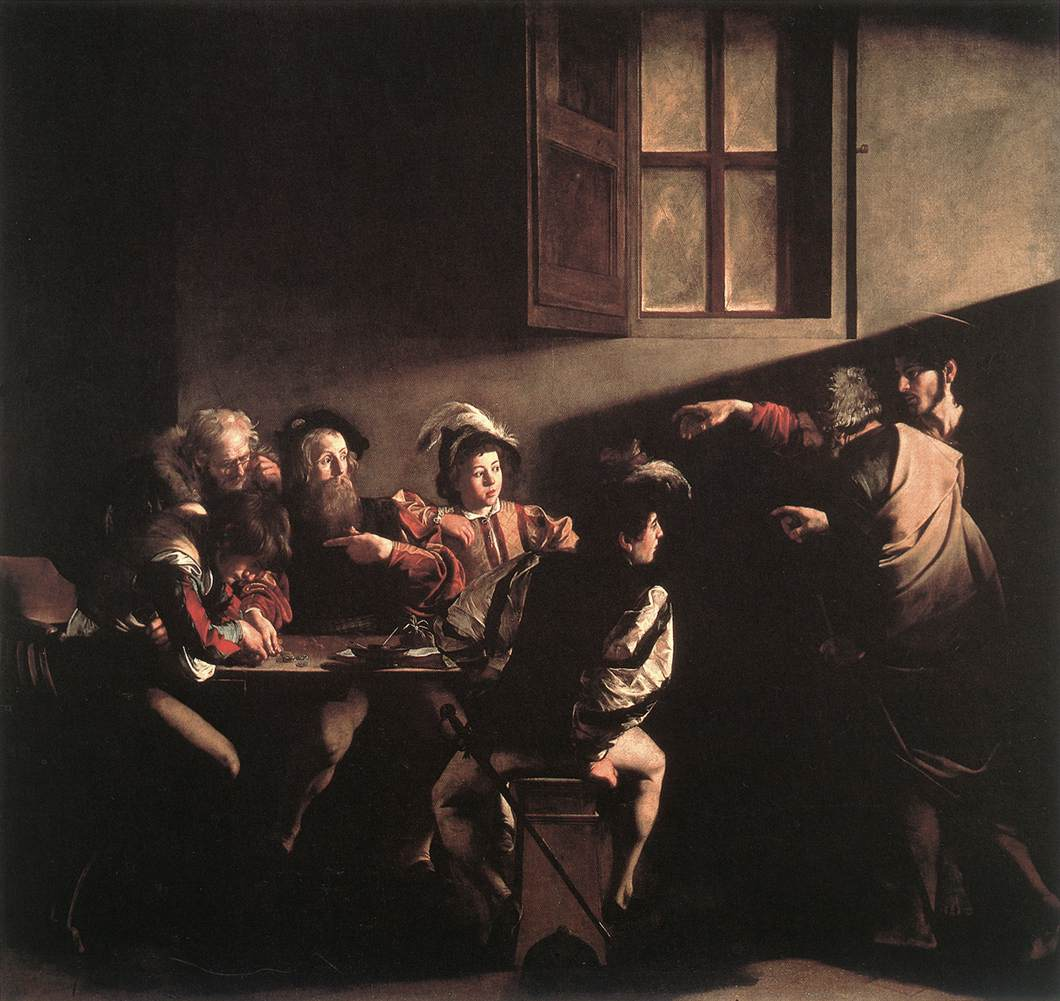
Ett tydligt exempel på klärobskyr: Matteus kallelse (1599–1600) av Caravaggio.

Klärobskyr eller ljusdunkel (franska clair-obscur, efter italienska chiaroscuro) betecknar inom måleriet användningen av ljus och skugga i en målning, särskilt om färgerna är starkt kontrasterande. Caravaggio, Rembrandt och Georges de La Tour är kända för denna teknik, som var särskilt uppskattad under 1600-talet.